# Virtualna mikrozajednica
Virtualna mikrozajednica je model organizacije društvene sredine u kojoj je svaki pojedinac prisutan kao aktivni sudionik u razvoju svih elemenata koji poboljšavaju kvalitetu života određene zajednice (populacijske grupe).
Virtualna mikrozajednica svojim mehanizmima doprinosi napretku svakog pojedinog člana. Njen cilj je uspostaviti komunikacijske kanale i međuljudske odnose što će intelektualni kapacitet zajednice određene zemljopisnim položajem (primjerice naselje - obitelj - pojedinac) usmjeriti kao jedinstvenu edukacijsko-produkcijsku energiju. Ta energija ciljano usmjerena pokreće pozitivne procese i ubrzava napredak u svim slojevima društva, koristeći internet tehnologije kao osnovne komunikacijske kanale.
Zagrebačko naselje Lanište je prvo naselje koje je primijenilo model virtualne mikrozajednice u organizaciji i razvoju svog informacijskog središta. Model virtualne mikrozajednice i njenje tehnološke standarde razvio je tim portala Laniste.net

## Vanjske poveznice
- Virtualna mikrozajednica Laniste.net  Arhivirana inačica izvorne stranice od 5. siječnja 2017. (Wayback Machine)
- Virtualna mikrozajednica e-jarun.com  Arhivirana inačica izvorne stranice od 15. prosinca 2007. (Wayback Machine)